# アニメ紅白歌合戦
『アニメ紅白歌合戦』（アニメこうはくうたがっせん）は、1983年、1998年、1999年、2012年、および2014年以降2018年まで毎年開催のアニメソングイベント、および同イベントを放送したニッポン放送のラジオ番組を指す。
主催は1983年のみ日本アニメ大賞実行委員会でニッポン放送は後援、1998年以降はニッポン放送が主催。

## 輝け!アニメ紅白歌合戦
『鉄腕アトム』の放送開始（1963年）から20周年を記念して行われた日本アニメ大賞の関連企画として、1983年11月16日に日本武道館で開催された日本アニメフェスティバル'83の第3部として行われた。
なお、第1部は熊倉一雄の語りによるTVアニメーション20年史、第2部はスラップスティックライブであった。日本アニメ大賞ファン大賞に投票した主催者であるアニメ雑誌『アニメディア』『ジ・アニメ』『マイアニメ』『月刊OUT』『アニメック』の読者が招待された。
同年の大晦日にラジオ放送された。
総合司会
- はた金次郎
- 石川みゆき

出演者
赤組
キャプテン：白石冬美「クックロビン音頭」
応援団長：加藤みどり
- 小山茉美「ラブラブミンキーモモ」
- 藤本房子「パタリロ!」
- かおりくみこ「エルはラブリー」
- TAO「ハローバイファム」
- ネバーランド「孤独の旅路」
- 戸田恵子「ハロートゥモロー」
- 平野文「おしゃべりな瞳」
- 間島里美「涙のSweet Heart」
- 堀江美都子「恋は突然」

白組
キャプテン：内海賢二
応援団長：神谷明「夜明けのセーリング」
- 大杉久美子「待っててごらん」
- 雪野ゆき「ストップ!! ひばりくん!」
- 潘恵子「エーデルワイスの白い花」
- MIO「ダンバインとぶ」
- 高梨雅樹「コスモスドリーム」
- 藤原誠「マクロス」
- 古川登志夫「青葉春助ザ・根性」
- シュガー「サーカスゲーム」
- 佐々木功「宇宙戦艦ヤマト」

## アニメ紅白歌合戦1998
ニッポン放送が1999年に開局45周年を迎える記念として、1998年12月29日に東京国際フォーラムホールAに5000人を集めて行われた。
ラジオ番組『アニガメパラダイス』の延長線上といった感じで、イベント開始前にPPP（松澤由美と桑島法子と麻績村まゆ子）によって同番組の主題歌「KO-KOパラダイス」が初披露された。
イベント中に、出演者全員による架空のアニメ映画『ディープタイタニックアルマゲインパクトドン』の予告編の生アフレコを行った。また、応援団として岩田光央・愛河里花子夫妻が乱入した。
イベント当日の『ゆずのオールナイトニッポン』枠にて、「オールナイトニッポンスペシャル」としてニッポン放送をキー局に全国ネットされた。出演者は荘口・岩男・松澤・麻績村で、『アニガメパラダイス』出演者では桑島のみが帰省の為、岩手の実家から電話での出演となった。出演順に曲を放送し、それぞれの出演者に電話を繋ぐこともあった。
総合司会
- 荘口彰久（ニッポン放送アナウンサー（当時））
- 麻績村まゆ子

出演者
赤組
キャプテン：緒方恵美
- 松本梨香「めざせポケモンマスター」
- 宮村優子「根性戦隊ガッツマン」
- 松澤由美「Dearest」
- 榎本温子・鈴木千尋「夢の中へ」
- 丹下桜「Stand by Me」
- 緒方恵美「-RA・SE・N-」

白組
キャプテン：横山智佐
- 奥井雅美「輪舞-revolution」
- 岩男潤子「てのひらの宇宙」
- 三重野瞳「魔神英雄伝ワタルメドレー」（ひとつのハートで、がんばって、STEP）
- 菊池志穂「スカートのポケット」
- 櫻井智「Ice Blue Eyes」
- 横山智佐・富沢美智恵・高乃麗「檄! 帝国華撃団（改）」

## 20世紀アニメ紅白歌合戦
前年に続いてニッポン放送開局45周年記念イベントとして、1999年12月27日に日本武道館に10000人を集めて行われた。
幕間では、水木一郎と堀江美都子によるアニメソングメドレーが披露された。また、「20世紀日本アニデミー賞」と称して各世代のNo.1アニメの投票結果を発表、『機動戦士ガンダム』の表彰に古谷徹が登場したほか、佐々木功が「宇宙戦艦ヤマト」を、高橋洋子が「残酷な天使のテーゼ」を歌った。
本戦とは別に、紅組白組への勝敗投票の集計中にKiraKira☆メロディ学園が「大好き!」を、荘口彰久（バンド「CUZU」名義）が「Try To Jump」を、まりまゆ（山本麻里安と麻績村まゆ子）が『アニガメパラダイス』の主題歌「Angel KISS」を披露した。
『「20世紀アニメ紅白歌合戦」 完全保存版スペシャル』として、同年の大晦日の19:00 - 21:00にニッポン放送で放送された（途中、19:58頃に中断で交通情報とニュースが挿入された）。前年と異なり放送はニッポン放送のみで放送形態も収録放送だったが、事前に告知していたため参加者から送られたEメールやFAXも紹介されていた。
総合司会
- 荘口彰久
- 麻績村まゆ子（白組アシスタント）
- 山本麻里安（赤組アシスタント）

出演者
赤組
キャプテン：堀江美都子
- 金月真美・野田順子「ときめきメモリアルテーマメドレー」（もっと!モット!ときめき、勇気の神様）
- 飯塚雅弓「love letter」
- 川菜翠・麻績村まゆ子「ドリルでルンルンクルルンルン」
- 堀江美都子「キャンディ・キャンディ」
- 米倉千尋「WILL」
- サクラ大戦 帝国華撃団「檄! 帝国華撃団（改）」

白組
キャプテン：水木一郎
- 松本梨香「ポケモンメドレー」（めざせポケモンマスター、OK!、ライバル!、タイプ：ワイルド）
- 三重野瞳「魔神英雄伝ワタルOPメドレー」（Fight、ひとつのハートで、STEP）
- 大森玲子「La La La 〜くちびるに願いをこめて〜」「いつかどこかで」
- 水木一郎「バビル2世」
- 緒方恵美「song for you」
- 岩男潤子「Fly over to you...夜空をかけて」

## ミュ〜コミ+プラス presents アニメ紅白歌合戦
『ミュ〜コミ+プラス』のイベントとして開催。木曜企画「声優プラス」を主幹としたイベントであり、アーティストや声優によるライブの他、「声優プラス」の企画も行われる（『（変態音響監督ヨシダ）もう!私に何を言わせるの』および『140文字のハートストーリー』）。この模様の一部は開催日翌週の『ミュ〜コミ+プラス』本編内で放送。
会場は第1回を除いて国立代々木第一体育館で開催。第1回を除いて後日、BSスカパー!やMUSIC ON! TVで特別番組として放送。

### 第1回「アニメ紅白歌合戦」
2012年2月19日に東京国際フォーラムホールAを会場に開催。前回開催から約13年ぶりの開催となる。
司会
- 紅組司会：豊崎愛生
- 白組司会：吉田尚記

出演者
紅組
- 竹達彩奈「Sinfonia! Sinfonia!!!」、「Strawberry☆Kiss」
- 小林ゆう「るんるんりる らんらんらら」、「HANAJI」
- 桃井はるこ「WONDER MOMO-i」、「がんばれ…それは、I Love You」
- 高垣彩陽「Meteor Light」、「LIFE」
- 寿美菜子「Startline」、「オリオンをなぞる」
- 明坂聡美 - 「カカカタ☆カタオモイ-C」での女性ボーカルとして出演だったが、紅組扱い
- 戸松遥 - 当初は別イベントと被ったため、ビデオ出演のみであったが、サプライズ出演
- スフィア「HIGH POWERED」 - 戸松がステージ上に登場したことで全員揃い、サプライズ出演というかたちになった
- 小倉唯 - コーナーのみ出演
- 岩崎良美「タッチ」 - シークレットゲスト

白組
- 羽多野渉「はじまりの日に」、「STEP」
- 浅沼晋太郎「迷子犬と雨のビート」、「fanfare」
- ヒャダイン「ヒャダインのカカカタ☆カタオモイ-C」
- ヒャダイン・下野紘「あの日のボクへ」
- ピコ「桜音」、「ウィーアー!」
- 山本正之「ヤッターマンの歌」 - シークレットゲスト

オープニングアクト（『こえ部』「目指せ!アニメ紅白 20秒選手権」優勝リスナー）
- 三崎一葉
- 紫苑寺ゆち

### 第2回「アニメ紅白歌合戦 Vol.2」
2012年12月16日に開催された。
司会
- 紅組司会：スフィア
- 白組司会：吉田尚記

出演者
紅組
- かと*ふく（加藤英美里 & 福原香織）「あっぱれ！瞬間積極剤」、「VERSUS」
- 小林ゆう「女子萌え落語・微レ存」
- 小松未可子「Black Holy」、「夏至の果実」
- スフィア「Non stop road」、「Believe」、「Pride on Everyday」
- 竹達彩奈 メドレー(「時空ツアーズ」「CANDY LOVE」)、「はっぴぃ にゅう にゃあ（Ver.Nozomi Kiriya）」
- 平野綾「Super Driver」「PizzzzzzzA!!!!!!!」
- 後ろから這いより隊G（阿澄佳奈、松来未祐、大坪由佳）「太陽曰く燃えよカオス」
- 吉木りさ「世界は教室だけじゃない」
- 緒方恵美「アンバランスなKissをして」、「残酷な天使のテーゼ」 - シークレットゲスト

白組
- 高橋優「現実という名の怪物と戦う者たち」、「微笑みのリズム」
- 浅沼晋太郎「Spirit Inspiration」、「素晴らしき世界」
- 羽多野渉「流星飛行」、「Blue Water」
- ナイトメア「DIRTY」、「the WORLD」
- ヒャダイン&吉木りさ（ヒャダル子） メドレー（「ヒャダインのカカカタ☆カタオモイ-C」「Perfect-area complete!」「Start it right away」「ヒャダインのじょーじょーゆーじょー」）、「D.T.のうた feat.かよえ！チュー学」

オープニングアクト（「歌ってみちゃった選手権」優勝リスナー）
- 鷽*Uso（『ミュ〜コミ+プラス』代表） - 2012年10月度スペシャルウィーク企画内で選出

- がく（『こえ部』代表）

### 第3回「アニメ紅白歌合戦 Vol.3」
ニッポン放送開局60周年記念企画「LIVE EXPO TOKYO 2014」の一環で、2014年1月19日に開催。
司会
- 紅組司会：スフィア
- 白組司会：吉田尚記

出演者
紅組
- 上坂すみれ「七つの海よりキミの海」「革命的ブロードウェイ主義者同盟」
- スフィア「Non stop road」「Now loading...SKY!!」「MOON SIGNAL」「ライオン（カバー）」「Sticking Places」
- 竹達彩奈「Sinfonia! Sinfonia!!!」「マシュマロ」「週末シンデレラ」「ライスとぅミートゅー」
- ももいろクローバーZ「Z伝説 〜終わりなき革命〜」「みてみて☆こっちっち」「ピンキージョーンズ」「Believe」「猛烈宇宙交響曲・第七楽章「無限の愛」」
- ももいろスフィア(ももいろクローバー・スフィアコラボ)「マジLOVE1000%」

白組
- OLDCODEX「prayer」「WALK」「Rage on」「＃4」「Stargazer」「flag on the hill」
- GRANRODEO「The Other self」「デタラメな残像」「偏愛の輪舞曲」「modern strange cowboy」「Infinite Love」
- ヒャダイン「hyadainwarrior」「ヒャダインのカカカタ☆カタオモイ-C」「半パン魂」
- M'Arc-os-Amar(浅沼晋太郎)ロボニカルメドレー「マジンガーZ」「魂のルフラン」「空色デイズ」「トライアングラー」
- 吉田尚記
- 立木文彦「残酷な天使のテーゼ（2009VERSION）」 - シークレットゲスト

オープニングアクト「『ガールフレンド（仮）』ステージ」
- 井上喜久子 「学園天国」

審査員席レポーター
- 田所あずさ

### 第4回「アニメ紅白歌合戦 Vol.4」
2015年1月25日に開催。
司会
- 紅組司会：スフィア
- 白組司会：吉田尚記

出演者
赤組
- スフィア「Non stop road」「微かな密かな確かなミライ」「GENESIS ARIA」「Future Stream」「Preserved Roses」「情熱CONTINUE」
- 雨宮天「Skyreach」「月灯り」「奏（かなで）」
- 田所あずさ「DREAM LINE」
- 竹達彩奈「齧りかけの林檎」「プラチナ」「ふぁいっ!」「ライスとぅーミートゆー」
- ももいろクローバーZ「MOON PRIDE」「Believe」「words of the mind -brandnew journey-」※motsuとコラボ「猛烈宇宙交響曲・第七楽章「無限の愛」」
- 原田ひとみ※『ガールフレンド（仮）』よりサプライズゲスト。「妄想モーション」
- 高垣彩陽※『ガールフレンド（仮）』よりサプライズゲスト。「全力ヒロイン!」

白組
- 斉藤壮馬
- SuG「R.P.G.〜Rockin' Playing Game」「Driver's High」「CRY OUT」「gr8 story」
- 石井マーク「Across the Future」
- MUCC「ニルヴァーナ」「G.G」「World's End」「故に、摩天楼」「蘭鋳」
- motsu※サプライズゲスト「words of the mind -brandnew journey-」ももいろクローバーZとコラボ

サプライズゲスト
- キング・クリームソーダ「ゲラゲラポーのうた」「ようかい体操第一」

### 第5回「アニメ紅白歌合戦 Vol.5」
2016年1月31日に開催された。
司会
- 紅組司会：スフィア
- 白組司会：吉田尚記

出演者
赤組
- TrySail「コバルト」「whiz」「staple stable」
- 中川翔子「ドリドリ」「キラキラ－go－round」「涙の種、笑顔の花」
- i☆Ris「幻想曲WONDERLAND」「Goin'on」
- 田所あずさ「君との約束を数えよう」「純真Always」
- 松井玲奈（コーナー出演のみ）
- 竹達彩奈「Little*Lion*Heart」「齧りかけの林檎」「Hey!カロリーQueen」
- ももいろクローバーZ「Believe」「MOON PRIDE」「CHA-LA HEAD-CHA-LA」「猛烈宇宙交響曲・第七楽章 「無限の愛」」
- スフィア「Pride on Everyday」「DREAMS,Count down!」「恋はスリル、ショック、サスペンス」「情熱CONTINUE」

白組
- 蒼井翔太「Synchrogazer」「絶世スターゲイト」
- グッドモーニングアメリカ「拝啓、ツラツストラ」「コピペ」「ハローハローハロー」「未来へのスパイラル」
- KEYTALK「桜花爛漫」「スターリングスター」「sympathy」※田所あずさとコラボ「MONSTER DANCE」

コラボ
- 竹達彩奈×中川翔子×松井玲奈「空色デイズ」
- KEYTALK×田所あずさ「sympathy」

スペシャルコラボ
- TrySail×スフィア「アニメ電波教師OPメドレー Youthful Dreamer 〜 vivid brilliant door!」

オープニングアクト
- みみめめMIMI 「チョコレート革命」

### 第6回「アニメ紅白歌合戦 Vol.6 代々木ファイナル」
2017年2月5日に開催。代々木第一体育館長期改修工事前の最後のアニメ紅白開催となる。
司会
- 紅組司会：スフィア
- 白組司会：吉田尚記

出演者
赤組
- 田所あずさ「純真Always」「運命ジレンマ」「1HOPE SNIPER」
- 生ハムと焼うどん「たまごかけごはん」
- 水瀬いのり「夢のつぼみ」「Starry Wish」「harmony ribbon」
- TrySail「オリジナル。」「コバルト」「High Free Spirits」「Youthful Dreamer」
- i☆Ris「Vampire Lady」「Shining Star」「Realize!」
- ももいろクローバーZ「ゴリラパンチ」「ミライボウル」「桃色空（ピンクゾラ）」「MOON PRIDE」「ニッポン笑顔百景」
- スフィア「HIGH POWERED」「SPHERE-ISM」「ハレ晴レユカイ」「Ding! Dong! Ding! Dong!」

白組
- HISASHI（GLAY。シークレットゲスト）　ギター演奏によるメドレー（「Don't say "lazy"」「いけないボーダーライン」「pink monsoon」「もってけ!セーラーふく」）
- FULL Kabs（井上和彦・水島裕・三ツ矢雄二による期間限定ユニット）「誰がために→タッチ→宇宙の王者!ゴッドマーズ」「それは僕たちの奇跡」

コラボ
- 水瀬×田所×i☆Ris（メンバーのうち若井友希、山北早紀、澁谷梓希が登場）×HISASHI「ライオン」
- スフィア×FULL Kabs×HISASHI「CHA-LA HEAD-CHA-LA」

オープニングアクト
- SAKURA -JAPAN IN THE BOX-

## 代々木第一体育館の改修期間中
2018年
『ヴァーチャル・アニメ紅白歌合戦 4days!!』と題し、同年2月26日からの4日間、『ミュ〜コミ+プラス』番組内で放送した。「新国立代々木競技場メガ体育館」という架空の会場で紅白歌合戦を開催し、それを中継するという設定で楽曲は既存音源を使用した。
司会
- 紅組司会：番組アシスタント（月曜　松井玲奈、火曜　田所あずさ、水曜　秋本帆華）、木曜　豊崎愛生
- 白組司会：吉田尚記

放送曲
1日目
紅組
- ワルキューレ「いけないボーダーライン」
- MAHO堂「おジャ魔女カーニバル!!」
- DAOKO×岡村靖幸「ステップアップLOVE」
- μ's「Snow halation」

白組
- ST☆RISH「マジLOVE1000%」
- SEKAI NO OWARI「RPG」
- DAOKO×米津玄師「打上花火」
- DEAN FUJIOKA「History Maker」

スペシャルゲスト
- 水樹奈々×T.M.Revolution「革命デュアリズム」
- T.M.Revolution×水樹奈々「Preserved Roses」

2日目
紅組
- いきものがかり「ブルーバード」
- 本間芽衣子（茅野愛衣）、安城鳴子（戸松遥）、鶴見知利子（早見沙織）「secret base 〜君がくれたもの〜」
- 上坂すみれ「POP TEAM EPIC」
- LiSA「Catch the Moment」

白組
- ポルノグラフィティ「メリッサ」
- 秦基博「ひまわりの約束」
- イヤミ（鈴村健一） feat.おそ松（櫻井孝宏）×カラ松（中村悠一）×チョロ松（神谷浩史）×一松（福山潤）×十四松（小野大輔）×トド松（入野自由）「SIX SAME FACES 〜今夜は最高!!!!!!〜」
- UNISON SQUARE GARDEN「シュガーソングとビターステップ」

スペシャルゲスト
- アヴリル・ラヴィーン「Bad Reputation」
- オアシス「FALLING DOWN」

3日目
紅組
- 松本梨香「めざせポケモンマスター」
- 宇多田ヒカル「Beautiful World」
- 石川智晶「アンインストール」
- ZARD「運命のルーレット廻して」
- ももいろクローバーZ「MOON PRIDE」

白組
- 和田光司「Butter-Fly」
- Mr.Children「fanfare」
- 米津玄師「ピースサイン」
- B'z「ギリギリchop」
- アラシ「ナイスな心意気」

4日目
紅組
- TrySail「adrenaline!!!」
- 藍井エイル「シリウス」
- スフィア「Non stop road」
- どうぶつビスケッツ×PPP「ようこそジャパリパークへ」

白組
- OLDCODEX「Rage on」
- UVERworld「儚くも永久のカナシ」
- GRANRODEO「The Other self」
- Linked Horizon「紅蓮の弓矢」

スペシャルゲスト
- 米良美一「もののけ姫」